# Carvoeiro (Viana do Castelo)
Carvoeiro ist ein Ort und eine ehemalige Gemeinde (Freguesia) im nordportugiesischen Kreis Viana do Castelo der Unterregion Minho-Lima. Die Gemeinde hatte 1108 Einwohner (Stand 30. Juni 2011).
Am 29. September 2013 wurden die Gemeinden Carvoeiro und Barroselas zur neuen Gemeinde União das Freguesias de Barroselas e Carvoeiro zusammengeschlossen.